# جاسم العزاوي
جاسم العزاوي مذيع عراقي يعمل حالياً في قناة الجزيرة الناطقة بالإنجليزية، كان يعمل قبلها مقدماً للبرامج في قناة أبوظبي الفضائية، متزوج من المذيعة العراقية ليلى الشيخلي.